# Cañada del Tecolote
Cañada del Tecolote är en ort i Mexiko.   Den ligger i kommunen San Simón Zahuatlán och delstaten Oaxaca, i den sydöstra delen av landet, 210 km sydost om huvudstaden Mexico City. Cañada del Tecolote ligger 1 718 meter över havet och antalet invånare är 241.
Terrängen runt Cañada del Tecolote är kuperad. Runt Cañada del Tecolote är det ganska tätbefolkat, med 96 invånare per kvadratkilometer. Närmaste större samhälle är Santiago Chilixtlahuaca, 11,4 km nordost om Cañada del Tecolote. I omgivningarna runt Cañada del Tecolote växer huvudsakligen savannskog.